# Чугуївський провулок (Київ)
Чугу́ївський прову́лок — провулок у Солом'янському районі міста Києва, місцевість Грушки. Пролягає від Машинобудівної вулиці до тупика. 
Прилучається вулиця Олекси Тихого.

## Історія
Провулок виник у 50-ті роки XX століття під назвою Нова вулиця. Сучасна назва — з 1958 року, як розташований біля Чугуївської вулиці (нині — вулиця Грушецька).

## Забудова
Провулок є головною вулицею невеликого житлового мікрорайону, що знаходиться в центрі промислової зони. Забудова належить до кінця 1950-х — 1980-х років.

## Зображення

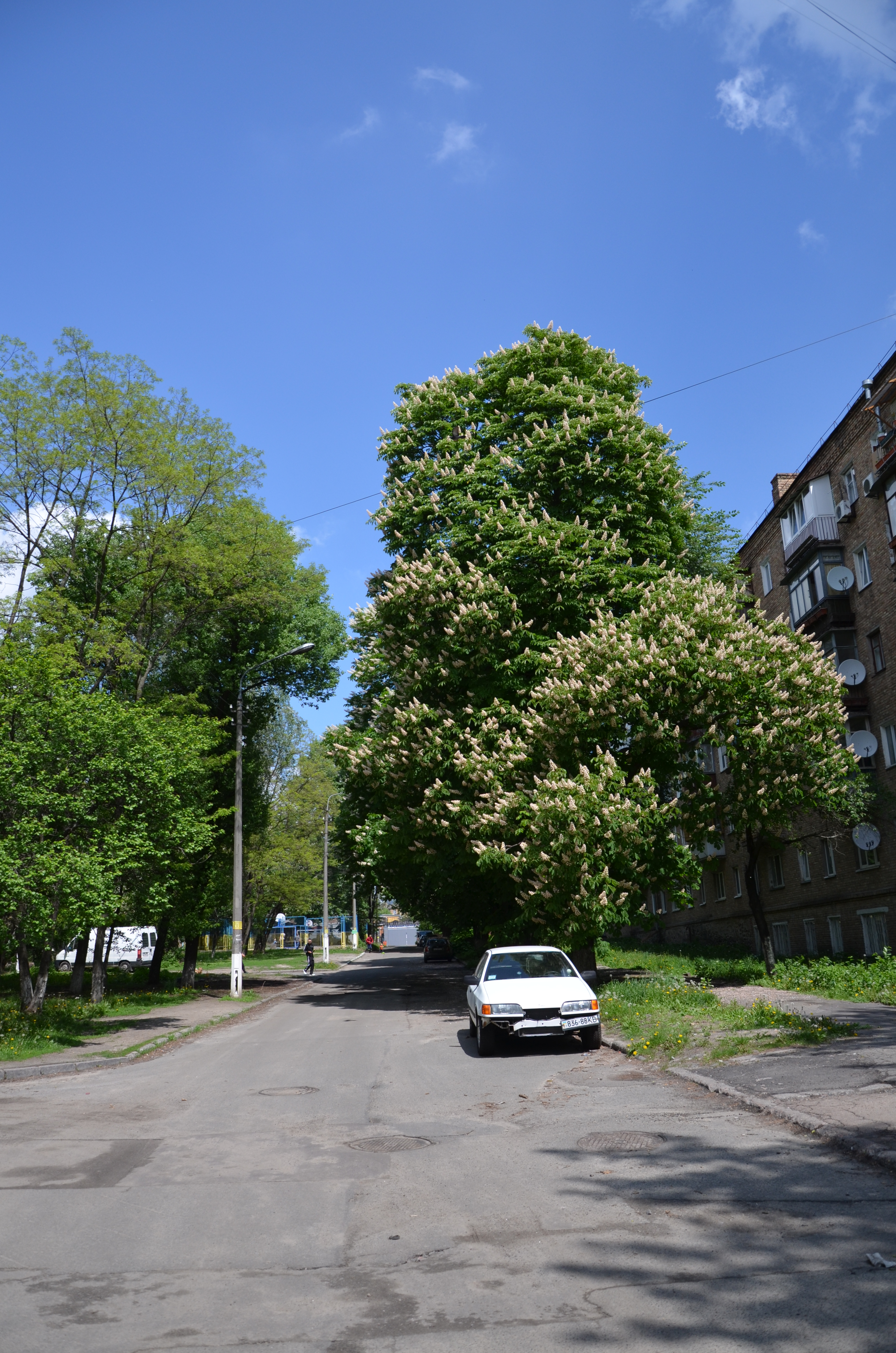
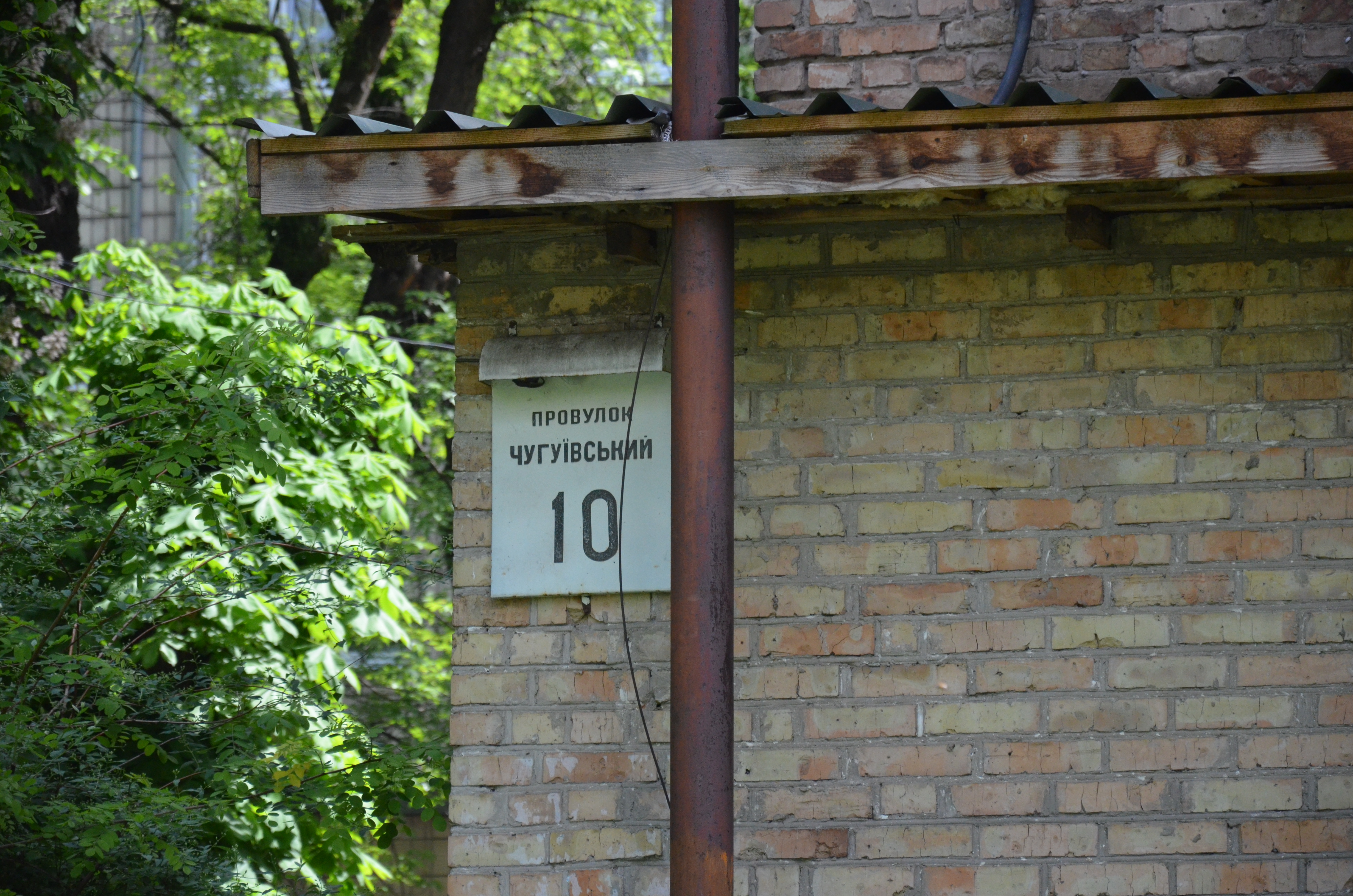